# Syllides mikeli
Syllides mikeli är en ringmaskart som beskrevs av Kudenov, Harris in Blake, Hilbig och Scott 1995. Syllides mikeli ingår i släktet Syllides och familjen Syllidae. Inga underarter finns listade i Catalogue of Life.